# Robin Campillo
Pour les articles homonymes, voir Campillo.
Robin Campillo est un réalisateur, scénariste et monteur français, né le 16 août 1962 à Mohammédia (Casablanca-Settat).
Il réalise quatre longs métrages : Les Revenants (2004), Eastern Boys (2013), 120 Battements par minute (grand prix au 70e Festival de Cannes en 2017) et L'Île rouge (2023). Il coécrit, en tant que scénariste, le film Entre les murs réalisé par Laurent Cantet et qui lui vaut en 2009 le César de la meilleure adaptation.

## Biographie

### Jeunesse et formations
Robin Campillo naît le 16 août 1962 à Mohammédia, dans la préfecture de Mohammédia, au Maroc.
Après des études à Aix-en-Provence, il est formé à l'Institut des hautes études cinématographiques au début des années 1980 où il rencontre Laurent Cantet. Il est, tour à tour, monteur, scénariste et réalisateur.

### Carrière
Avec Laurent Cantet, Robin Campillo coécrit et monte le film L'Emploi du temps (2001), Vers le sud (2005) ou encore Entre les murs, film qui reçoit la Palme d'or du festival de Cannes 2008.
En 2004, il sort son premier long métrage comme réalisateur, Les Revenants. Ce film, qui inspirera la série homonyme pour Canal+, est présenté en section Orizzonti à la Mostra de Venise.
En 2013, son deuxième film sort sous le titre Eastern Boys, dont il signe également le scénario et le montage. Ce long métrage est honoré du prix Horizons du meilleur film à la Mostra de Venise 2013, puis reçoit plusieurs autres prix dans d'autres festivals internationaux.
En 2016, il coécrit le troisième film Planétarium de Rebecca Zlotowski.

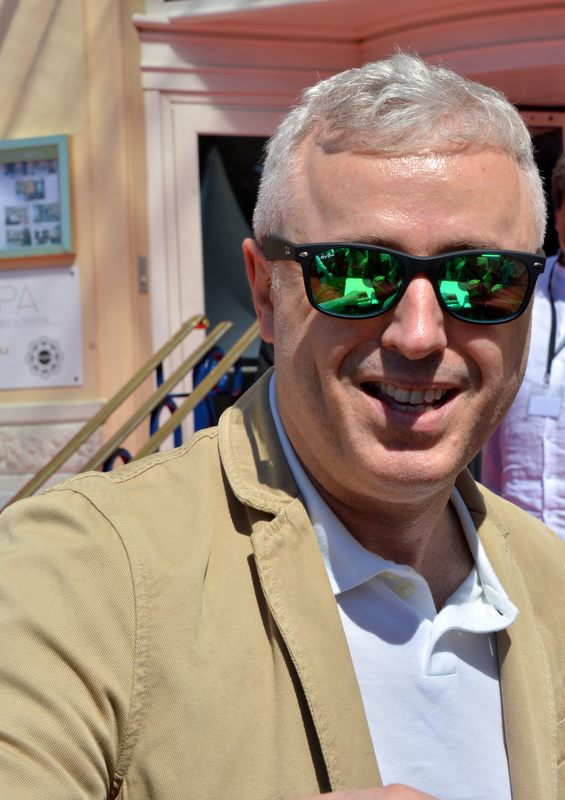
Robin Campillo lors du Festival du film de Cabourg en 2017.

Son troisième long métrage, 120 Battements par minute, est en compétition lors du festival de Cannes 2017. Son film obtient le Grand Prix et trois autres récompenses annexes. Le film, sorti en France le 23 août 2017, créé l'événement au 70e Festival de Cannes et récolte de nombreux prix, tels que la Queer Palm, l'Out d’or de la création artistique ou le prix du meilleur réalisateur au festival Lumière. Le film reçoit de nombreux prix internationaux et est vendu à plus de 40 pays dans le monde.
En 2019, il est membre du jury au Festival de Cannes sous la présidence d'Alejandro González Iñárritu. La même année, il est membre du collectif 50/50 qui a pour but de promouvoir l’égalité des femmes et des hommes et la diversité dans le cinéma et l’audiovisuel,.

## Filmographie

### Réalisateur
- 2004 : Les Revenants
- 2013 : Eastern Boys
- 2017 : 120 Battements par minute
- 2023 : L'Île rouge
- 2025 : Enzo

### Scénariste
- 2001 : L'Emploi du temps de Laurent Cantet
- 2004 : Les Revenants de lui-même
- 2005 : Vers le sud de Laurent Cantet
- 2008 : Entre les murs de Laurent Cantet
- 2013 : Eastern Boys de  lui-même
- 2016 : Planetarium de Rebecca Zlotowski
- 2017 : 120 Battements par minute de lui-même
- 2017 : L'Atelier de Laurent Cantet

### Monteur
- 1997 : Les Sanguinaires (téléfilm)  de Laurent Cantet
- 1999 : Ressources humaines  de Laurent Cantet
- 2001 : L'Emploi du temps  de Laurent Cantet
- 2003 : Qui a tué Bambi ?  de Gilles Marchand
- 2004 : Les Revenants de lui-même
- 2006 : Vers le sud  de Laurent Cantet
- 2008 : Entre les murs  de Laurent Cantet
- 2012 : Foxfire de Laurent Cantet
- 2013 : Eastern Boys de lui-même
- 2014 : Retour à Ithaque de Laurent Cantet
- 2016 : Planetarium de Rebecca Zlotowski
- 2017 : 120 Battements par minute de lui-même
- 2017 : L'Atelier de Laurent Cantet

## Distinctions

### Récompenses
- Césars 2009 : meilleure adaptation pour Entre les murs
- Mostra de Venise 2013 : prix Horizons du meilleur film (sélection « Orizzonti ») pour Eastern Boys

- Festival 2 Valenciennes 2014 : pour Eastern Boys
  - Prix du jury
  - Mention spéciale de la critique

- Festival international du film de Santa Barbara 2014 : meilleur film international pour Eastern Boys

- Festival de Cannes 2017 : pour 120 Battements par minute
  - Grand Prix
  - Queer Palm
  - Prix François-Chalais
  - Prix Fipresci

- Festival du film de Cabourg 2017 : prix du public pour 120 Battements par minute

- César 2018 : pour 120 Battements par minute
  - Meilleur film
  - Meilleur scénario original
  - Meilleur montage

### Nominations et sélections
- Prix du cinéma européen 2001 : meilleur scénario pour L'Emploi du temps
- Césars 2009 : meilleur montage pour Entre les murs
- Festival international du film de Thessalonique 2013 : section[Laquelle ?] pour Eastern Boys
- Festival international du film de Toronto 2013 :  section « Contemporary World Cinema » pour Eastern Boys
- Césars 2015 : meilleur réalisateur pour Eastern Boys
- Festival de Cannes 2017 : en compétition officielle avec 120 Battements par minute[5]
- César 2018 : meilleur scénario pour 120 Battements par minute